# 1924년 전국체육대회 정구
1924년 전국체유대회 정구는 일제강점기 조선 경성부에서 개최된 1924년 전국체육대회의 경기 종목이다. '제4회 전조선정구대회'로 개최되었으며 1924년 9월 22일부터 9월 25일까지 휘문고등보통학교 운동장에서 개최되었다.

## 대회 진행
제4회 전조선정구대회는 1924년 9월 22일부터 9월 25일까지 휘문고등보통학교 운동장에서 개최되었다. 소학부 종목에는 매동공립보통학교, 선천공립보통학교, 송도제2교, 인천공립보통학교 등 4개 선수단이 참가했고, 중학부 종목에는 광성고등보통학교, 남대문상업, 배재고등보통학교, 보성고등보통학교, 송도고등보통학교, 양정고등보통학교, 평양고등보통학교, 함흥고등보통학교, 휘문고등보통학교 등 9개 선수단이 출전했고, 청년부 종목에서는 강화구락부, 경성전우회, 광주정구단, 군산금강단, 금강단, 목포체육회, 보성전문, 여수정구단, 원산청년회, 제물포구락부, 태양구락부 등 11개 선수단이 참가했다. 소학부 종목에서 선천공립보통학교가 결승에서 매동공립보통학교를 4:0으로 이기며 작년 대회에 이어 2연패를 달성했고, 중학부 종목에서는 송도고등보통학교가 보성고등보통학교를 결승에서 3:1로 이기며 우승했으며, 청년부 종목에서는 태양구락부가 금강단을 결승에서 3:0으로 이기며 우승을 차지했다.
결승 경기가 종료된 후, 이번 대회에서 좋은 활약을 보인 우수 선수를 선발하여 '모범경기'라는 명칭으로 올스타전을 진행했다. 경성부를 연고로 하는 정구단 소속 선수로 구성된 "전경선"과 경성부를 제외한 나머지 지역을 연고로 하는 정구단 소속 선수로 구성된 "전지방" 간의 모범 경기는 전경선이 3:0으로 이겼다.

## 경기장
| 경기장                  | 도시 | 좌석 | 수용 | 부문   | 세부 종목 | 비고 |
| ----------------------- | ---- | ---- | ---- | ------ | --------- | ---- |
| 휘문고등보통학교 운동장 | 경성 |      |      | 전부문 | 남자 단체 |      |

## 정구단
| 부문        | 정구단                             | 도시 | 첫 참가 | 횟수 | 선수                                                                  | 비고 |
| ----------- | ---------------------------------- | ---- | ------- | ---- | --------------------------------------------------------------------- | ---- |
| 청년부 남자 | 강화구락부 정구단 (경기)           | 강화 | 1924    | 1    | 김희준, 송은경, 이학승, 이학신, 이학연, 조용암                        |      |
| 청년부 남자 | 광주 정구단 (전남)                 | 광주 | 1924    | 1    | 김종수, 김한국, 이봉우, 조덕환, 주지환, 최석편                        |      |
| 청년부 남자 | 금강 정구단 (전북)                 | 군산 | 1924    | 1    | 김석조, 김영건, 박대준, 박로식, 신현주, 한윤경                        |      |
| 청년부 남자 | 금강구락부 정구단 (경기)           | 경성 | 1921    | 4    | 김성환, 김치순, 김필응, 박피득, 양승택, 연학년                        |      |
| 청년부 남자 | 목포체육회 정구단 (전남)           | 목포 | 1924    | 1    | 김영환, 김태성, 박근영, 박상진, 박용희, 지재풍                        |      |
| 청년부 남자 | 보성전문학교 정구단 (경기)         | 경성 | 1923    | 2    | 김기준, 박성희, 이수경, 이한준, 최신용, 허양균                        |      |
| 청년부 남자 | 여수 정구단 (전남)                 | 여수 | 1924    | 1    | 강재주, 김주봉, 김계봉, 김행준, 김행협, 이방헌, 이상기, 장재후        |      |
| 청년부 남자 | 원산청년회 정구단 (함남)           | 원산 | 1921    | 3    | 김기봉, 김명환, 김복산, 김영제, 김인수, 최광래                        |      |
| 청년부 남자 | 전우운동단 정구단 (경기)           | 경성 | 1924    | 1    | 강선형, 김응소, 박두호, 박성희, 유경익, 이종철                        |      |
| 청년부 남자 | 제물포청년회 정구단 (경기)         | 인천 | 1924    | 1    |                                                                       |      |
| 청년부 남자 | 태양구락부 정구단 (경기)           | 경성 | 1924    | 1    | 구종태, 김안식, 심윤중, 안달석, 안정원, 임병칠                        |      |
|             |                                    |      |         |      |                                                                       |      |
| 중학부 남자 | 광성고등보통학교 정구단 (평남)     | 평양 | 1923    | 2    | 김형은, 송선호, 이관용, 이성배, 이원길, 이윤경                        |      |
| 중학부 남자 | 남대문상업학교 정구단 (경기)       | 경성 | 1924    | 1    | 김기환, 서광제, 송희용, 유은열, 이덕용, 한초용                        |      |
| 중학부 남자 | 배재고등보통학교 정구단 (경기)     | 경성 | 1923    | 2    | 김자환, 박경□, 박호진, 방영섭, 방태섭, 이윤선, 이윤호, 장영생, 차철순 |      |
| 중학부 남자 | 보성고등보통학교 정구단 (경기)     | 경성 | 1921    | 3    | 강필구, 김용영, 김우영, 박훈환, 정춘희, 조세룡, 조세행, 황정수        |      |
| 중학부 남자 | 송도고등보통학교 정구단 (경기)     | 개성 | 1921    | 4    | 손창성, 유개동, 유은상, 이련업, 이우번, 한진영                        |      |
| 중학부 남자 | 양정고등보통학교 정구단 (경기)     | 경성 | 1921    | 4    | 김백운 서웅성, 유석남, 유재희, 이동근, 최종렬                         |      |
| 중학부 남자 | 평양관립고등보통학교 정구단 (평남) | 평양 | 1924    | 1    | 고용성, 김상인, 김원호, 박종호, 원대점, 이창주                        |      |
| 중학부 남자 | 함흥관립고등보통학교 정구단 (함남) | 함흥 | 1924    | 1    | 김성영, 김창수, 박재극, 손성림, 송호정, 이흥엽                        |      |
| 중학부 남자 | 휘문고등보통학교 정구단 (경기)     | 경성 | 1921    | 4    | 김원량, 남궁호, 손흥윤, 이하영, 장원진, 조택원                        |      |
|             |                                    |      |         |      |                                                                       |      |
| 소학부 남자 | 매동공립보통학교 정구단 (경기)     | 경성 | 1924    | 1    | 유월성, 이묘손, 이영수, 이옥동, 이혁, 장수득                          |      |
| 소학부 남자 | 선천공립보통학교 정구단 (평북)     | 선천 | 1923    | 2    | 강경행, 문창렬, 박덕현, 박정희, 정신명, 정인수                        |      |
| 소학부 남자 | 송도제이보통학교 정구단 (경기)     | 개성 | 1923    | 2    | 고정룡, 김광덕, 동명순, 오광식, 임준성, 최진용                        |      |
| 소학부 남자 | 인현공립보통학교 정구단 (경기)     | 경성 | 1923    | 2    | 윤득일, 윤이봉, 이광우, 이종탁, 정문택, 정태평                        |      |

## 경기 일정
| 1924년    | 1924년    | 9월  | 9월  | 9월  | 9월  |
| 1924년    | 1924년    | 22일 | 23일 | 24일 | 25일 |
| --------- | --------- | ---- | ---- | ---- | ---- |
| 청년부    | 남자 단체 |      |      |      |      |
| 중학부    | 남자 단체 |      |      |      |      |
| 소학부    | 남자 단체 |      |      |      |      |
| 일일 합계 | 일일 합계 | 0    | 0    | 0    | 3    |
| 누적 합계 | 누적 합계 | 0    | 0    | 0    | 3    |

## 경기 결과

### 청년부
|  | 1라운드                    | 1라운드                  |                          |    | 8강 | 8강 |  |  | 4강 | 4강 |  |  | 결승 | 결승 |
|  |                            |                          |                          |    |     |     |  |  |     |     |  |  |      |      |
|  |                            |                          |                          |    |     |     |  |  |     |     |  |  |      |      |
|  |                            |                          |                          |    |     |     |  |  |     |     |  |  |      |      |
|  |                            |                          |                          |    |     |     |  |  |     |     |  |  |      |      |
|  | 9월 23일 - 경성            |                          |                          |    |     |     |  |  |     |     |  |  |      |      |
|  |                            |                          |                          |    |     |     |  |  |     |     |  |  |      |      |
|  | 전우운동단 정구단 (경기)   | 0                        |                          |    |     |     |  |  |     |     |  |  |      |      |
|  | 전우운동단 정구단 (경기)   | 0                        |                          |    |     |     |  |  |     |     |  |  |      |      |
|  |                            |                          | 금강구락부 정구단 (경기) | 3  |     |     |  |  |     |     |  |  |      |      |
|  |                            |                          | 금강구락부 정구단 (경기) | 3  |     |     |  |  |     |     |  |  |      |      |
|  |                            |                          | 9월 25일 - 경성          |    |     |     |  |  |     |     |  |  |      |      |
|  |                            |                          |                          |    |     |     |  |  |     |     |  |  |      |      |
|  | 금강구락부 정구단 (경기)   | 3                        |                          |    |     |     |  |  |     |     |  |  |      |      |
|  | 금강구락부 정구단 (경기)   | 3                        |                          |    |     |     |  |  |     |     |  |  |      |      |
|  |                            | 여수 정구단 (전남)       | 2                        |    |     |     |  |  |     |     |  |  |      |      |
|  |                            | 여수 정구단 (전남)       | 2                        |    |     |     |  |  |     |     |  |  |      |      |
|  | 9월 23일 - 경성            |                          |                          |    |     |     |  |  |     |     |  |  |      |      |
|  |                            |                          |                          |    |     |     |  |  |     |     |  |  |      |      |
|  | 강화구락부 정구단 (경기)   | 2                        |                          |    |     |     |  |  |     |     |  |  |      |      |
|  | 강화구락부 정구단 (경기)   | 2                        | 9월 22일 - 경성          |    |     |     |  |  |     |     |  |  |      |      |
|  |                            |                          | 여수 정구단 (전남)       | 3  |     |     |  |  |     |     |  |  |      |      |
|  | 보성전문학교 정구단 (경기) | 2                        | 여수 정구단 (전남)       | 3  |     |     |  |  |     |     |  |  |      |      |
|  | 보성전문학교 정구단 (경기) | 2                        | 9월 25일 - 경성          |    |     |     |  |  |     |     |  |  |      |      |
|  | 여수 정구단 (전남)         | 3                        |                          |    |     |     |  |  |     |     |  |  |      |      |
|  | 여수 정구단 (전남)         | 3                        | 금강구락부 정구단 (경기) | 0  |     |     |  |  |     |     |  |  |      |      |
|  |                            |                          | 금강구락부 정구단 (경기) | 0  |     |     |  |  |     |     |  |  |      |      |
|  |                            | 태양구락부 정구단 (경기) | 3                        |    |     |     |  |  |     |     |  |  |      |      |
|  |                            | 태양구락부 정구단 (경기) | 3                        |    |     |     |  |  |     |     |  |  |      |      |
|  | 9월 23일 - 경성            |                          |                          |    |     |     |  |  |     |     |  |  |      |      |
|  |                            |                          |                          |    |     |     |  |  |     |     |  |  |      |      |
|  | 목포체육회 정구단 (전남)   | 3                        |                          |    |     |     |  |  |     |     |  |  |      |      |
|  | 목포체육회 정구단 (전남)   | 3                        |                          |    |     |     |  |  |     |     |  |  |      |      |
|  |                            |                          | 금강 정구단 (전북)       | 1  |     |     |  |  |     |     |  |  |      |      |
|  |                            |                          | 금강 정구단 (전북)       | 1  |     |     |  |  |     |     |  |  |      |      |
|  |                            |                          | 9월 25일 - 경성          |    |     |     |  |  |     |     |  |  |      |      |
|  |                            |                          |                          |    |     |     |  |  |     |     |  |  |      |      |
|  | 목포체육회 정구단 (전남)   | 1                        |                          |    |     |     |  |  |     |     |  |  |      |      |
|  | 목포체육회 정구단 (전남)   | 1                        | 9월 22일 - 경성          |    |     |     |  |  |     |     |  |  |      |      |
|  |                            | 태양구락부 정구단 (경기) | 3                        |    |     |     |  |  |     |     |  |  |      |      |
|  | 광주 정구단 (전남)         | 태양구락부 정구단 (경기) | 3                        | 2  |     |     |  |  |     |     |  |  |      |      |
|  | 광주 정구단 (전남)         | 9월 23일 - 경성          |                          | 2  |     |     |  |  |     |     |  |  |      |      |
|  | 태양구락부 정구단 (경기)   | 3                        |                          |    |     |     |  |  |     |     |  |  |      |      |
|  | 태양구락부 정구단 (경기)   | 3                        | 태양구락부 정구단 (경기) | 3  |     |     |  |  |     |     |  |  |      |      |
|  | 9월 22일 - 경성            |                          | 태양구락부 정구단 (경기) | 3  |     |     |  |  |     |     |  |  |      |      |
|  |                            | 원산청년회 정구단 (함남) | 1                        |    |     |     |  |  |     |     |  |  |      |      |
|  | 원산청년회 정구단 (함남)   | 원산청년회 정구단 (함남) | 1                        | 승 |     |     |  |  |     |     |  |  |      |      |
|  | 원산청년회 정구단 (함남)   |                          |                          | 승 |     |     |  |  |     |     |  |  |      |      |
|  | 제물포청년회 정구단 (경기) | 기권                     |                          |    |     |     |  |  |     |     |  |  |      |      |
|  | 제물포청년회 정구단 (경기) | 기권                     |                          |    |     |     |  |  |     |     |  |  |      |      |

청년부 남자 단체 종목에서는 강화구락부 정구단, 광주 정구단, 금강 정구단, 금강구락부 정구단, 목포체육회 정구단, 보성전문학교 정구단, 여수 정구단, 원산청년회 정구단, 전우운동단 정구단, 제물포청년회 정구단, 태양구락부 정구단 등 11개 정구단이 참가했다.
1924년 9월 22일 13시 30분에 진행된 보성전문학교 정구단과 여수 정구단 간의 1라운드 첫 번째 경기는 여수 정구단이 3:2로 이기며 8강에 진출했고, 광주 정구단과 태양구락부 정구단 간의 1라운드 세 번째 경기는 태양구락부 정구단이 3:2로 승리하며 8강에 진출했다. 한편, 원산청년회 정구단과 제물포청년회 정구단 간의 1라운드 두 번째 경기에서는 제물포청년회 정구단이 선수 부상으로 기권하면서 원산청년회 정구단이 8강에 진출하게 되었다.
1924년 9월 23일에 진행된 전우운동단 정구단과 금강구락부 정구단 간의 8강 첫 번째 경기는 금강구락부 정구단이 3:0으로 이기며 준결승에 진출했고, 강화구락부 정구단과 여수 정구단 간의 8강 두 번째 경기는 여수 정구단이 3:2로 이기며 준결승에 진출했다. 목포체육회 정구단과 금강 정구단 간의 8강 세 번째 경기는 목포체육회 정구단이 3:1로 이기며 준결승에 진출했고, 태양구락부 정구단과 원산청년회 정구단 간의 8강 네 번째 경기는 태양구락부 정구단이 3:1로 이기며 준결승에 진출했다.
1924년 9월 25일에 진행된 금강구락부 정구단과 여수 정구단 간의 4강 첫 번째 경기는 금강구락부 정구단이 3:2로 이기며 결승에 진출했고, 목포체육회 정구단과 태양구락부 정구단 간의 4강 두 번째 경기는 태양구락부 정구단이 3:1로 이기며 결승에 진출했다.
1924년 9월 25일 오후에 진행된 금강구락부 정구단과 태양구락부 정구단 간의 결승 경기에서 태양구락부 정구단이 3:0으로 이기며 우승을 차지했다.

### 중학부
|  | 1라운드                            | 1라운드                        |                                    |   | 8강 | 8강 |  |  | 4강 | 4강 |  |  | 결승 | 결승 |
|  |                                    |                                |                                    |   |     |     |  |  |     |     |  |  |      |      |
|  |                                    |                                |                                    |   |     |     |  |  |     |     |  |  |      |      |
|  |                                    |                                |                                    |   |     |     |  |  |     |     |  |  |      |      |
|  |                                    |                                |                                    |   |     |     |  |  |     |     |  |  |      |      |
|  | 9월 23일 - 경성                    |                                |                                    |   |     |     |  |  |     |     |  |  |      |      |
|  |                                    |                                |                                    |   |     |     |  |  |     |     |  |  |      |      |
|  | 남대문상업학교 정구단 (경기)       | 1                              |                                    |   |     |     |  |  |     |     |  |  |      |      |
|  | 남대문상업학교 정구단 (경기)       | 1                              | 9월 22일 - 경성                    |   |     |     |  |  |     |     |  |  |      |      |
|  |                                    |                                | 배재고등보통학교 정구단 (경기)     | 3 |     |     |  |  |     |     |  |  |      |      |
|  | 광성고등보통학교 정구단 (평남)     | 1                              | 배재고등보통학교 정구단 (경기)     | 3 |     |     |  |  |     |     |  |  |      |      |
|  | 광성고등보통학교 정구단 (평남)     | 1                              | 9월 23일 - 경성                    |   |     |     |  |  |     |     |  |  |      |      |
|  | 배재고등보통학교 정구단 (경기)     | 3                              |                                    |   |     |     |  |  |     |     |  |  |      |      |
|  | 배재고등보통학교 정구단 (경기)     | 3                              | 배재고등보통학교 정구단 (경기)     | 1 |     |     |  |  |     |     |  |  |      |      |
|  |                                    |                                | 배재고등보통학교 정구단 (경기)     | 1 |     |     |  |  |     |     |  |  |      |      |
|  |                                    | 보성고등보통학교 정구단 (경기) | 3                                  |   |     |     |  |  |     |     |  |  |      |      |
|  |                                    | 보성고등보통학교 정구단 (경기) | 3                                  |   |     |     |  |  |     |     |  |  |      |      |
|  | 9월 22일 - 경성                    |                                |                                    |   |     |     |  |  |     |     |  |  |      |      |
|  |                                    |                                |                                    |   |     |     |  |  |     |     |  |  |      |      |
|  | 평양관립고등보통학교 정구단 (평남) | 2                              |                                    |   |     |     |  |  |     |     |  |  |      |      |
|  | 평양관립고등보통학교 정구단 (평남) | 2                              |                                    |   |     |     |  |  |     |     |  |  |      |      |
|  |                                    |                                | 보성고등보통학교 정구단 (경기)     | 3 |     |     |  |  |     |     |  |  |      |      |
|  |                                    |                                | 보성고등보통학교 정구단 (경기)     | 3 |     |     |  |  |     |     |  |  |      |      |
|  |                                    |                                | 9월 25일 - 경성                    |   |     |     |  |  |     |     |  |  |      |      |
|  |                                    |                                |                                    |   |     |     |  |  |     |     |  |  |      |      |
|  | 보성고등보통학교 정구단 (경기)     | 1                              |                                    |   |     |     |  |  |     |     |  |  |      |      |
|  | 보성고등보통학교 정구단 (경기)     | 1                              |                                    |   |     |     |  |  |     |     |  |  |      |      |
|  |                                    | 송도고등보통학교 정구단 (경기) | 3                                  |   |     |     |  |  |     |     |  |  |      |      |
|  |                                    | 송도고등보통학교 정구단 (경기) | 3                                  |   |     |     |  |  |     |     |  |  |      |      |
|  | 9월 22일 - 경성                    |                                |                                    |   |     |     |  |  |     |     |  |  |      |      |
|  |                                    |                                |                                    |   |     |     |  |  |     |     |  |  |      |      |
|  | 휘문고등보통학교 정구단 (경기)     | 3                              |                                    |   |     |     |  |  |     |     |  |  |      |      |
|  | 휘문고등보통학교 정구단 (경기)     | 3                              |                                    |   |     |     |  |  |     |     |  |  |      |      |
|  |                                    |                                | 양정고등보통학교 정구단 (경기)     | 1 |     |     |  |  |     |     |  |  |      |      |
|  |                                    |                                | 양정고등보통학교 정구단 (경기)     | 1 |     |     |  |  |     |     |  |  |      |      |
|  |                                    |                                | 9월 24일 - 경성                    |   |     |     |  |  |     |     |  |  |      |      |
|  |                                    |                                |                                    |   |     |     |  |  |     |     |  |  |      |      |
|  | 휘문고등보통학교 정구단 (경기)     | 1                              |                                    |   |     |     |  |  |     |     |  |  |      |      |
|  | 휘문고등보통학교 정구단 (경기)     | 1                              |                                    |   |     |     |  |  |     |     |  |  |      |      |
|  |                                    | 송도고등보통학교 정구단 (경기) | 3                                  |   |     |     |  |  |     |     |  |  |      |      |
|  |                                    | 송도고등보통학교 정구단 (경기) | 3                                  |   |     |     |  |  |     |     |  |  |      |      |
|  | 9월 23일 - 경성                    |                                |                                    |   |     |     |  |  |     |     |  |  |      |      |
|  |                                    |                                |                                    |   |     |     |  |  |     |     |  |  |      |      |
|  | 송도고등보통학교 정구단 (경기)     | 3                              |                                    |   |     |     |  |  |     |     |  |  |      |      |
|  | 송도고등보통학교 정구단 (경기)     | 3                              |                                    |   |     |     |  |  |     |     |  |  |      |      |
|  |                                    |                                | 함흥관립고등보통학교 정구단 (함남) | 0 |     |     |  |  |     |     |  |  |      |      |
|  |                                    |                                | 함흥관립고등보통학교 정구단 (함남) | 0 |     |     |  |  |     |     |  |  |      |      |
|  |                                    |                                |                                    |   |     |     |  |  |     |     |  |  |      |      |
|  |                                    |                                |                                    |   |     |     |  |  |     |     |  |  |      |      |
|  |                                    |                                |                                    |   |     |     |  |  |     |     |  |  |      |      |

중학부 남자 단체 종목에서는 광성고등보통학교 정구단, 남대문상업학교 정구단, 배재고등보통학교 정구단, 보성고등보통학교 정구단, 송도고등보통학교 정구단, 양정고등보통학교 정구단, 평양관립고등보통학교 정구단, 함흥관립고등보통학교 정구단, 휘문고등보통학교 정구단 등 9개 정구단이 참가했다.
1924년 9월 22일 12시에 시작된 광성고등보통학교 정구단과 배재고등보통학교 정구단 간의 1라운드 경기는 배재고등보통학교 정구단이 3:1로 이기며 8강에 진출했다.
1924년 9월 22일에 진행된 휘문고등보통학교 정구단과 양정고등보통학교 정구단 간의 8강 첫 번째 경기는 휘문고등보통학교 정구단이 3:1로 승리했고, 평양관립고등보통학교 정구단과 보성고등보통학교 정구단 간의 8강 두 번째 경기는 보성고등보통학교 정구단이 3:2로 승리했다. 1924년 9월 23일 9시 30분에 진행된 송도고등보통학교 정구단과 함흥관립고등보통학교 정구단 간의 8강 세 번째 경기는 송도고등보통학교 정구단이 3:0으로 승리했고, 남대문상업학교 정구단과 배재고등보통학교 정구단 간의 8강 네 번째 경기는 배재고등보통학교 정구단이 3:1로 승리하며 준결승에 진출했다.
1924년 9월 23일에 진행된 배재고등보통학교 정구단과 보성고등보통학교 정구단 간의 4강 첫 번째 경기는 보성고등보통학교 정구단이 3:1로 이기며 결승에 진출했고, 1924년 9월 24일에 진행된 휘문고등보통학교 정구단과 송도고등보통학교 정구단 간의 4강 두 번째 경기는 송도고등보통학교 정구단이 3:1로 이기며 결승에 진출했다.
1924년 9월 25일에 진행된 보성고등보통학교 정구단과 송도고등보통학교 정구단 간의 결승 경기에서 송도고등보통학교 정구단이 3:1로 이기며 우승을 차지했다.

### 소학부
|  | 준결승                         | 준결승                         |                                |   | 결승 | 결승 |
|  |                                |                                |                                |   |      |      |
|  | 9월 22일 - 경성                |                                |                                |   |      |      |
|  |                                |                                |                                |   |      |      |
|  | 선천공립보통학교 정구단 (평북) | 3                              |                                |   |      |      |
|  | 선천공립보통학교 정구단 (평북) | 3                              | 9월 25일 - 경성                |   |      |      |
|  | 송도제이보통학교 정구단 (경기) | 1                              |                                |   |      |      |
|  | 송도제이보통학교 정구단 (경기) | 1                              | 선천공립보통학교 정구단 (평북) | 3 |      |      |
|  | 9월 22일 - 경성                |                                | 선천공립보통학교 정구단 (평북) | 3 |      |      |
|  |                                | 매동공립보통학교 정구단 (경기) | 0                              |   |      |      |
|  | 인현공립보통학교 정구단 (경기) | 매동공립보통학교 정구단 (경기) | 0                              | 1 |      |      |
|  | 인현공립보통학교 정구단 (경기) |                                |                                | 1 |      |      |
|  | 매동공립보통학교 정구단 (경기) | 3                              |                                |   |      |      |
|  | 매동공립보통학교 정구단 (경기) | 3                              |                                |   |      |      |

소학부 남자 단체 종목에서는 매동공립보통학교 정구단, 선천공립보통학교 정구단, 송도제이보통학교 정구단, 인현공립보통학교 정구단 등 4개 정구단이 참가했다.
1924년 9월 22일 9시에 시작된 선천공립보통학교 정구단과 송도제이보통학교 정구단 간의 4강 첫 번째 경기는 선천공립보통학교 정구단이 3:1로 이기며 결승에 진출했고, 인현공립보통학교 정구단과 매동공립보통학교 정구단 간의 4강 두 번째 경기는 매동공립보통학교 정구단이 3:1로 이기며 결승에 진출했다.
1924년 9월 25일에 진행된 선천공립보통학교 정구단과 매동공립보통학교 정구단 간의 결승 경기에서 선천공립보통학교 정구단이 3:0으로 이기며 우승을 차지했다.

## 메달 집계

### 최종 순위
| 순위 | 선수단   | 금메달 | 은메달 | 동메달 | 메달 합계 |
| ---- | -------- | ------ | ------ | ------ | --------- |
| 1    | 경기도   | 2      | 3      | 4      | 9         |
| 2    | 평안북도 | 1      | 0      | 0      | 1         |
| 3    | 전라남도 | 0      | 0      | 2      | 2         |
| 4    | 전라북도 | 0      | 0      | 0      | 0         |
| 4    | 평안남도 | 0      | 0      | 0      | 0         |
| 4    | 함경남도 | 0      | 0      | 0      | 0         |
| 합계 | 합계     | 3      | 3      | 6      | 12        |

### 청년부 메달 집계
| 순위 | 선수단   | 금메달 | 은메달 | 동메달 | 메달 합계 |
| ---- | -------- | ------ | ------ | ------ | --------- |
| 1    | 경기도   | 1      | 1      | 0      | 2         |
| 2    | 전라남도 | 0      | 0      | 2      | 2         |
| 3    | 전라북도 | 0      | 0      | 0      | 0         |
| 3    | 함경남도 | 0      | 0      | 0      | 0         |
| 합계 | 합계     | 1      | 1      | 2      | 3         |

### 중학부 메달 집계
| 순위 | 선수단   | 금메달 | 은메달 | 동메달 | 메달 합계 |
| ---- | -------- | ------ | ------ | ------ | --------- |
| 1    | 경기도   | 1      | 1      | 2      | 4         |
| 2    | 평안남도 | 0      | 0      | 0      | 0         |
| 2    | 함경남도 | 0      | 0      | 0      | 0         |
| 합계 | 합계     | 1      | 1      | 2      | 3         |

### 소학부 메달 집계
| 순위 | 선수단   | 금메달 | 은메달 | 동메달 | 메달 합계 |
| ---- | -------- | ------ | ------ | ------ | --------- |
| 1    | 평안북도 | 1      | 0      | 0      | 1         |
| 2    | 경기도   | 0      | 1      | 2      | 3         |
| 합계 | 합계     | 1      | 1      | 2      | 4         |

### 메달 수상자
| 종목             | 금                                                                                   | 은 | 동 |
| ---------------- | ------------------------------------------------------------------------------------ | --- | --- |
| 청년부 남자 단체 | 태양구락부 정구단 (경기) · 구종태 · 김안식 · 심윤중 · 안달석 · 안정원 · 임병칠       | 금강구락부 정구단 (경기) · 김성환 · 김치순 · 김필응 · 박피득 · 양승택 · 연학년                         | 목포체육회 정구단 (전남) · 김영환 · 김태성 · 박근영 · 박상진 · 박용희 · 지재풍                                 |
| 청년부 남자 단체 | 태양구락부 정구단 (경기) · 구종태 · 김안식 · 심윤중 · 안달석 · 안정원 · 임병칠       | 금강구락부 정구단 (경기) · 김성환 · 김치순 · 김필응 · 박피득 · 양승택 · 연학년                         | 여수 정구단 (전남) · 강재주 · 김주봉 · 김계봉 · 김행준 · 김행협 · 이방헌 · 이상기 · 장재후                     |
|                  |                                                                                      | | |
| 중학부 남자 단체 | 송도고등보통학교 정구단 (경기) · 손창성 · 유개동 · 유은상 · 이련업 · 이우번 · 한진영 | 보성고등보통학교 정구단 (경기) · 강필구 · 김용영 · 김우영 · 박훈환 · 정춘희 · 조세룡 · 조세행 · 황정수 | 배재고등보통학교 정구단 (경기) · 김자환 · 박경□ · 박호진 · 방영섭 · 방태섭 · 이윤선 · 이윤호 · 장영생 · 차철순 |
| 중학부 남자 단체 | 송도고등보통학교 정구단 (경기) · 손창성 · 유개동 · 유은상 · 이련업 · 이우번 · 한진영 | 보성고등보통학교 정구단 (경기) · 강필구 · 김용영 · 김우영 · 박훈환 · 정춘희 · 조세룡 · 조세행 · 황정수 | 휘문고등보통학교 정구단 (경기) · 김원량 · 남궁호 · 손흥윤 · 이하영 · 장원진 · 조택원                           |
|                  |                                                                                      | | |
| 소학부 남자 단체 | 선천공립보통학교 정구단 (평북) · 강경행 · 문창렬 · 박덕현 · 박정희 · 정신명 · 정인수 | 매동공립보통학교 정구단 (경기) · 유월성 · 이묘손 · 이영수 · 이옥동 · 이혁 · 장수득                     | 송도제이보통학교 정구단 (경기) · 고정룡 · 김광덕 · 동명순 · 오광식 · 임준성 · 최진용                           |
| 소학부 남자 단체 | 선천공립보통학교 정구단 (평북) · 강경행 · 문창렬 · 박덕현 · 박정희 · 정신명 · 정인수 | 매동공립보통학교 정구단 (경기) · 유월성 · 이묘손 · 이영수 · 이옥동 · 이혁 · 장수득                     | 인현공립보통학교 정구단 (경기) · 윤득일 · 윤이봉 · 이광우 · 이종탁 · 정문택 · 정태평                           |

## 참고 문헌
- “대한체육회 국내종합경기대회”. 대한체육회.
- “제5회 전국체육대회”. 대한체육회.
- “제5회 전국체육대회 정구 경기 결과”. 대한체육회.
- “제5회 전국체육대회 정구 청년부 경기 결과”. 대한체육회.
- “제5회 전국체육대회 정구 청년부 남자 단체 경기 결과”. 대한체육회.
- “제5회 전국체육대회 정구 중학부 경기 결과”. 대한체육회.
- “제5회 전국체육대회 정구 중학부 남자 단체 경기 결과”. 대한체육회.
- “제5회 전국체육대회 정구 소학부 경기 결과”. 대한체육회.
- “제5회 전국체육대회 정구 소학부 남자 단체 경기 결과”. 대한체육회.
- 《대한체육회 50년》. 대한체육회. 1970. 2020년 11월 8일에 원본 문서에서 보존된 문서. 2022년 11월 5일에 확인함.
- 《대한체육회 70년사》. 대한체육회. 1990. 2020년 11월 8일에 원본 문서에서 보존된 문서. 2022년 11월 5일에 확인함.
- 《대한체육회 90년사》. 대한체육회. 2011. 2020년 11월 8일에 원본 문서에서 보존된 문서. 2022년 11월 5일에 확인함.
- 대한체육회 100주년 기념사업부 (2020). 《대한민국 체육 100년》. 대한체육회.
- 《대한민국 체육 100년 Ⅰ 통사 (민족과 함께 한 대한민국 체육 100년)》. 대한체육회. 2020.
- 《대한민국 체육 100년 Ⅱ 민족의 구심체, 조선체육회 (1920~1945)》. 대한체육회. 2020.
- 《대한민국 체육 100년 Ⅲ 세계를 향한 도전 (1945~1980)》. 대한체육회. 2020.
- 《대한민국 체육 100년 Ⅳ 스포츠로 꽃피운 대한민국 (1981~2000)》. 대한체육회. 2020.
- 《대한민국 체육 100년 Ⅴ 스포츠강국을 넘어 선진국으로(2001~2020)》. 대한체육회. 2020.
- “제5회 전국체육대회 정구 경기 결과”. 대한체육회.[깨진 링크(과거 내용 찾기)]
- “天朗氣淸(천랑기청)한秋日(추일)에 全朝鮮庭球大會(전조선정구대회)”. 동아일보. 1924년 8월 25일.
- “第四回全朝鮮庭球大會(제사회전조선정구대회)”. 동아일보. 1924년 9월 5일.
- “壯快(장쾌)할庭球大會(정구대회)”. 동아일보. 1924년 9월 5일.
- “第四回全朝鮮庭球大會(제사회전조선정구대회)”. 동아일보. 1924년 9월 11일.
- “第四回全朝鮮庭球大會(제사회전조선정구대회)”. 동아일보. 1924년 9월 14일.
- “苦待(고대)하는庭球大會(정구대회)”. 동아일보. 1924년 9월 15일.
- “第四回全朝鮮庭球大會(제사회전조선정구대회)”. 동아일보. 1924년 9월 19일.
- “靑年其他集會(청년기타집회)”. 동아일보. 1924년 9월 20일.
- “參加團體二十四(참가단체이십사)”. 동아일보. 1924년 9월 21일.
- “庭球參加(정구참가) 廿四團體(입사단체)”. 조선일보. 1924년 9월 21일.
- “戰線(전선)에선南北健兒(남북건아) 四回全朝鮮(사회전조선) 庭球大會(정구대회)”. 동아일보. 1924년 9월 22일.
- “今日開幕(금일개막)되는 庭球大會(정구대회)”. 조선일보. 1924년 9월 22일.
- “今日全朝鮮庭球大㑹豫選戰(금일전조선정구대회예선전)”. 동아일보. 1924년 9월 22일.
- “四回全朝鮮(사회전조선) 爭覇戰局(쟁패전국)이漸入佳境(점입가경) 庭球大會(정구대회)”. 동아일보. 1924년 9월 23일.
- “庭球界(정구계)의發展(발전)”. 동아일보. 1924년 9월 23일.
- “全朝鮮(전조선) 庭球初日(정구초일)”. 조선일보. 1924년 9월 23일.
- “最後榮光(최후영광)은何處(하처)에? 四回全朝鮮庭球大會(사회전조선정구대회)”. 동아일보. 1924년 9월 24일.
- “今日全朝鮮庭球大會决勝戰(금일전조선정구대회결승전)”. 동아일보. 1924년 9월 24일.
- “最後榮光(최후영광)은何處(하처)에? 四回全朝鮮庭球大會(사회전조선정구대회)”. 동아일보. 1924년 9월 25일.
- “庭球决勝(정구결승)”. 조선일보. 1924년 9월 26일.
- “再開(재개)된最後决勝戰(최후결승전) 四回全朝鮮庭球大會(사회전조선정구대회)”. 동아일보. 1924년 9월 26일.
- “運動道(운동도)”. 동아일보. 1924년 9월 26일.
- “空前盛况(공전성황)으로無事終了(무사종료) 四回全朝鮮庭球大會(사회전조선정구대회)”. 동아일보. 1924년 9월 27일.
- “饑饉(기근)과 우리의 생각”. 동아일보. 1924년 10월 3일.